# Dore Dore no uta
Dore Dore no uta (どれどれの唄? lett. "Canzone del quale") è un singolo della cantautrice giapponese, nonché voce del software MEIKO, Meiko Haigō, pubblicato il 16 novembre 2006.

## Video musicale
Il videoclip ufficiale della canzone è stato realizzato dallo Studio Ghibli e diretto da Osamu Tanabe, che ne ha curato anche lo storyboard. Funge come lungo spot pubblicitario per il quotidiano nipponico Yomiuri Shinbun.